# Poděvousy
Poděvousy (en allemand : Podiefuß) est une commune du district de Domažlice, dans la région de Plzeň, en République tchèque. Sa population s'élevait à 255 habitants en 2017.

## Géographie
Poděvousy se trouve à 6 km au sud-est de Staňkov, à 18 km au nord-est de Domažlice, à 30 km au sud-ouest de Plzeň et à 135 km à l'ouest-sud-ouest de Prague.
La commune est limitée par Čermná au nord-ouest, par Buková au nord-est, par Srbice au sud-est et au sud, et par Hlohovčice au sud-ouest.

## Histoire
La première mention écrite de la localité date de 1115.